# Brasil 1–0 Colômbia (2017)
O chamado Jogo da Amizade: Brasil x Colômbia, ou simplesmente Jogo da Amizade, é como foi chamada a partida amistosa beneficente de futebol entre as Seleções Nacionais do Brasil e da Colômbia, que foi disputada no dia 25 de janeiro de 2017 como forma de homenagear as vítimas do acidente aéreo sofrido pela equipe da Chapecoense.
Idealizado em conjunto pela Confederação Brasileira de Futebol e pela Federação Colombiana de Futebol, a partida teve toda sua renda líquida repassada à Associação Chapecoense de Futebol, que a utilizou integralmente para indenizar os familiares dos jogadores, membros da comissão técnica e dirigentes que foram vítimas da queda do avião. Por se tratar de um jogo beneficente, a CBF também disponibilizou o que chamou de "ingresso solidário", ao custo de R$ 50,00. O bilhete não deu acesso ao estádio, servindo apenas como modo de contribuição (quem contribuiu recebeu um certificado oficial de participação e agradecimento). O valor arrecadado com ele foi incluso no borderô do jogo.
Além disso, diferentemente do que acontece em qualquer jogo da Seleção Brasileira, especialmente se este ocorrer no Brasil, não houve cotas de ingressos para patrocinadores, convidados para a tribuna de honra, cortesias para convidados da CBF e funcionários da entidade que trabalham na partida. Todos os patrocinadores pagaram pelas suas cotas de bilhetes, bem como os demais convidados até do alto escalão da CBF. A entidade entendeu que ceder ingressos para uma partida beneficente, mesmo para patrocinadores oficiais, prejudicaria a imagem do evento.
Uma curiosidade sobre este jogo é que, mesmo sendo uma partida amistosa marcada fora de uma Data FIFA, ela valeu pontos no Ranking da FIFA. Com a vitória, o Brasil retomou a liderança deste ranking, desbancando a Argentina e acabando com um jejum que perdurava desde maio de 2010.

## Pré-jogo
No dia 5 de dezembro de 2016, sete dias após a tragédia com o voo da Chapecoense, foi-se noticiado que a CBF havia doado R$ 5 milhões à Chapecoense, como forma de auxílio ao clube. Além disso, nesta mesma data, foi-se noticiado também que a entidade estava com a intenção de fazer um amistoso entre Brasil e Colômbia para arrecadar mais verba para o clube, mas ainda sem data marcada.
A princípio, cogitou-se um jogo entre a Seleção Brasileira e a própria Chapecoense, mas logo se concluiu que um duelo com a Colômbia seria melhor. Os gestos de solidariedade do povo colombiano e do Atlético Nacional, que seria o adversário da Chape na final da Copa Sul-Americana, mas pediu – e foi atendido – à Conmebol que o título fosse dado aos brasileiros depois da tragédia, estimularam a CBF a pensar na partida.
Um dia depois que a ideia do amistoso foi revelada, Ramón Jesurún, presidente da Federação Colombiana de Futebol, em conversa com o jornal local El Tiempo, disse que não tinha conhecimento de tal amistoso.
No dia 19 de dezembro, a CBF confirmou o amistoso entre Brasil e Colômbia, com toda a renda sendo destinada às famílias dos envolvidos no trágico acidente. Foi confirmado também que a partida seria disputada no Estádio Nilton Santos, conhecido como Engenhão, no dia 25 de janeiro de 2017, às 21:45 (horário de Brasília).
No dia 22 de janeiro de 2017, em entrevista dada para o jornalista Milton Neves, na Rádio Bandeirante, o diretor de seleções do futebol feminino na CBF, Marco Aurélio Cunha, revelou que trabalhava para marcar um jogo da seleção feminina contra a Colômbia, na Arena Condá, com a mesma intenção deste jogo.

## Transmissão
Como este jogo da Seleção Brasileira foi marcado em caráter extraordinário, fora do contrato da CBF com a Rede Globo e o SporTV, sua cúpula decidiu abrir o sinal para TVs interessadas, visando assim aumentar a visibilidade da partida. Segundo a revista Veja, inicialmente a confederação tentou vender a transmissão do jogo com exclusividade por cerca de dois milhões de reais para a Globo, que recusou a proposta. Incomodada com a atitude da parceira histórica, a cúpula da CBF distribuiu o sinal para outras emissoras como "retaliação". A mesma também pediu para que, caso conseguissem comercializar espaços de publicidade, os canais repassassem parte da verba para a Chapecoense. Embora não fosse uma imposição, a expectativa era de que isso aumentasse consideravelmente o valor das doações.
A própria CBF contratou uma produtora para fazer o amistoso. Assim, o jogo também foi transmitido pela entidade através do Facebook Live.
Das emissoras abertas do Brasil que cobrem todo o território nacional, TV Cultura, Rede Globo, RedeTV, Esporte Interativo, Rede Vida, Rede Bandeirantes, TV Brasil, RIT TV e TV Aparecida transmitiram o jogo. Destas, as 2 últimas, que são canais religiosos, transmitiram um jogo de futebol ao vivo pela primeira vez desde suas respectivas fundações. Porém, a TV Aparecida não exibiu o jogo, sem aviso prévio, por problemas no sinal, por conta da PUC TV Goiás, emissora que iria retransmitir o sinal para a mesma. Sobre a Record, apesar de ela não ter colocado o duelo em seu canal principal, ela o transmitiu na Record News, com narração de Lucas Pereira e comentários de Ricardo Martins.
Dentre as emissoras abertas do Brasil que cobrem apenas regiões do país, a Amazon Sat e a Rede Meio Norte também transmitiram o jogo.
Com relação aos canais por assinatura, SporTV, ESPN Brasil, Fox Sports, EI Maxx e BandSports também fizeram a transmissão.
Para o exterior, além da Record Internacional, a ESPN transmitiu para os Estados Unidos, a América Latina, Caribe e Oceania, dentre outras emissoras pelo mundo.
| Tipo                   | Canal                          | Narrador                     | Comentarista(s)                              |
| ---------------------- | ------------------------------ | ---------------------------- | -------------------------------------------- |
| Canais abertos         | Amazon Sat                     | Amarildo Silva               | Gabriel Seixas e Eduardo Monteiro de Paula   |
| Canais abertos         | Esporte Interativo BR          | André Henning                | Vitor Sérgio Rodrigues e Mauro Beting        |
| Canais abertos         | Record News                    | Lucas Pereira                | Ricardo Martins                              |
| Canais abertos         | RedeTV!                        | Silvio Luiz                  | Juarez Soares                                |
| Canais abertos         | Rede Vida                      | Paulo Júnior                 | André Bastos                                 |
| Canais abertos         | RIT                            | Anderson Cheni               | Rogério Voltan                               |
| Canais abertos         | TV Aparecida (não exibiu)      | Ronair Mendes                | Evandro Gomes e André Isac                   |
| Canais abertos         | TV Bandeirantes                | Téo José                     | Neto                                         |
| Canais abertos         | TV Brasil                      | Ricardo Mazella              | Márcio Guedes                                |
| Canais abertos         | TV Cultura                     | Cadu Cortez                  | Vitor Birner e Celso Unzelte                 |
| Canais abertos         | TV Globo                       | Galvão Bueno e Rafael Henzel | Casagrande, Júnior e Leonardo Gaciba         |
| Canais abertos         | TV Meio Norte                  | Rogério Ribeiro              | Francinito Loureiro e Marcos Monturil        |
| Canais fechados        | BandSports                     | Oliveira Andrade             | Denílson e Velloso                           |
| Canais fechados        | Esporte Interativo             | André Henning                | Vitor Sérgio Rodrigues e Mauro Beting        |
| Canais fechados        | ESPN Brasil                    | Paulo Andrade                | Leonardo Bertozzi                            |
| Canais fechados        | Fox Sports                     | Nivaldo Prieto               | Paulo Vinícius Coelho e Carlos Eugenio Simon |
| Canais fechados        | SporTV                         | Luiz Carlos Júnior           | Muricy Ramalho e Lédio Carmona               |
| Internet e aplicativos | Site da CBF, via Facebook Live | Felipe Santos                | Marcos Paulo Ribeiro                         |
| Internet e aplicativos | Globoesporte.com               |                              |                                              |
| Internet e aplicativos | Globoplay                      |                              |                                              |
| Internet e aplicativos | SporTV Play                    |                              |                                              |
| Internet e aplicativos | WatchESPN                      |                              |                                              |
| Internet e aplicativos | Band TV                        |                              |                                              |
| Internet e aplicativos | Fox Sports Play                |                              |                                              |
| Internet e aplicativos | BandSports TV                  |                              |                                              |

- Fonte: NaTelinha[17]

## Convocações
Como esta partida foi agendada fora da Data FIFA, apenas atletas que atuam no futebol sul-americano foram convocados.
Além dos atletas convocados, Tite, técnico da Seleção Brasileira, convocou também Paulo Paixão, ex-preparador físico da seleção brasileira. O filho dele, Alexandre Paixão, trabalhava na comissão técnica da Chapecoense e foi uma das vítimas da queda do avião.
A convocação da Seleção Brasileira foi realizada no dia 19 de janeiro de 2017; por sua vez a convocação da Seleção Colombiana foi realizada nos dias 17 (16 nomes chamados) e 22 de janeiro (mais 4 nomes). Esta é a relação de convocados de ambas as equipes:
Seleção Brasileira
| Nº Camisa | Jogador          | Posição          | Data de nascimento      | Clube            |
| --------- | ---------------- | ---------------- | ----------------------- | ---------------- |
| 1         | Weverton         | Goleiro          | 13 de dezembro de 1987  | Atlético-PR      |
| 2         | Fágner           | Lateral-direito  | 11 de junho de 1989     | Corinthians      |
| 3         | Pedro Geromel    | Zagueiro         | 21 de setembro de 1985  | Grêmio           |
| 4         | Rodrigo Caio     | Zagueiro         | 22 de abril de 1987     | São Paulo        |
| 5         | Henrique Pacheco | Meia             | 4 de maio de 1985       | Cruzeiro         |
| 6         | Fábio Santos     | Lateral-esquerdo | 16 de setembro de 1985  | Atlético Mineiro |
| 7         | Robinho          | Atacante         | 25 de janeiro de 1984   | Atlético Mineiro |
| 8         | Walace           | Meia             | 4 de abril de 1995      | Grêmio           |
| 9         | Diego Souza      | Atacante         | 3 de outubro de 1983    | Sport            |
| 10        | Lucas Lima       | Meia             | 7 de janeiro de 1992    | Santos           |
| 11        | Dudu             | Atacante         | 9 de julho de 1990      | Palmeiras        |
| 12        | Alex Muralha     | Goleiro          | 10 de novembro de 1989  | Flamengo         |
| 13        | Luan Garcia      | Zagueiro         | 10 de maio de 1993      | Vasco            |
| 14        | Vitor Hugo       | Zagueiro         | 20 de maio de 1991      | Palmeiras        |
| 15        | Willian Arão     | Meia             | 12 de março de 1992     | Flamengo         |
| 16        | Jorge            | Lateral-esquerdo | 28 de março de 1996     | Flamengo         |
| 17        | Gustavo Scarpa   | Meia             | 5 de janeiro de 1994    | Fluminense       |
| 18        | Rodriguinho      | Meia             | 27 de março de 1988     | Corinthians      |
| 19        | Luan             | Atacante         | 27 de março de 1993     | Grêmio           |
| 20        | Diego Ribas      | Meia             | 28 de fevereiro de 1985 | Flamengo         |
| 21        | Camilo           | Meia             | 8 de setembro de 1992   | Botafogo         |
| 22        | Marcos Rocha     | Lateral-direito  | 11 de dezembro de 1988  | Palmeiras        |
| 23        | Danilo Fernandes | Goleiro          | 3 de abril de 1988      | Internacional    |

Fonte: Globoesporte.com
Seleção Colombiana
Goleiros:

David González (Independiente Medellín)

Camilo Vargas (Deportivo Cali)

Laterais:

Daniel Bocanegra (Atlético Nacional)

Mateus Uribe (Atlético Nacional)

Felipe Aguilar (Atlético Nacional)

Farid Díaz (Atlético Nacional)

Zagueiros:

Leyvin Balanta (Santa Fe)

William Tesillo (Santa Fe)

Luis Manuel Orejuela (Deportivo Cali)

Meio-campistas:

Gustavo Cuéllar (Flamengo)

Macnelly Torres (Atlético Nacional)

Abel Aguilar (Deportivo Cali)

Santiago Montoya (Tolima)

Juan Sebastian Quintero (Deportivo Cali)

Vladimir Hernández (Santos)

Atacantes:

Miguel Borja (Atlético Nacional)

Andrés Felipe Ibargüen (Atlético Nacional)

Harold Preciado (Deportivo Cali) (substituído por Michael Rangel, do Junior Barranquilla)

Jonathan Copete (Santos)

Teo Gutiérrez (Rosario Central)

- Fonte: Globoesporte.com[22]

## A partida

### Homenagens
Além da convocação de Paulo Paixão, ex-preparador físico da seleção brasileira que teve seu filho morto na tragédia, para trabalhar na delegação da Seleção Brasileira durante o jogo, a CBF convidou os 3 atletas sobreviventes (Neto, Alan Ruschel e Follmann) para serem homenageados no gramado antes do pontapé inicial. A CBF também entrou em contato com familiares das vítimas fatais para que estejam no estádio para acompanhar a partida das tribunas.
Em um cenário todo especial, com efeitos especiais de luz, os 3 atletas e o jornalista Rafael Henzel, também sobrevivente da tragédia, foram saudados pelos torcedores presentes no estádio do Botafogo e causaram uma comoção generalizada. Após o hino da Chapecoense dar o tom, eles foram homenageados com placas e receberam flores das mãos dos jogadores brasileiros. Antes da bola rolar, ainda, já com apenas os jogadores no círculo central, todo o estádio foi convocado para um minuto de aplausos ao invés do silêncio.

### Ficha técnica
| 25 de janeiro de 2017 | Brasil   | 1 – 0     | Colômbia | Estádio Nilton Santos, Rio de Janeiro, Brasil |
| 21h45                 | Dudu 46' | Relatório |          | Público: 18,695 Renda: R$ 1.219.675,00 Árbitro: ARG Jorge Ignacio Baliño Assistente 1: Lucas Andres Germanotta Assistente 2: Gabriel Alfredo Chade |

| Brasil | Colômbia |

|            |    |                  |     |     |
|            |    |                  |     |     |
| G          | 1  | Weverton         |     |     |
| LD         | 2  | Fagner           |     |     |
| Z          | 3  | Pedro Geromel    | 33' |     |
| Z          | 4  | Rodrigo Caio     | 90' |     |
| LE         | 6  | Fábio Santos     |     | 45' |
| V          | 8  | Walace           |     |     |
| M          | 15 | Willian Arão     |     | 45' |
| M          | 10 | Lucas Lima       | 48' | 68' |
| A          | 11 | Dudu             |     | 78' |
| A          | 7  | Robinho          |     | 45' |
| A          | 9  | Diego Souza      |     | 63' |
| Reservas:  |    |                  |     |     |
| G          | 12 | Alex Muralha     |     |     |
| G          | 23 | Danilo Fernandes |     |     |
| LD         | 22 | Marcos Rocha     |     |     |
| Z          | 13 | Luan Garcia      |     |     |
| Z          | 14 | Victor Hugo      |     |     |
| LE         | 16 | Jorge            |     | 45' |
| V          | 5  | Henrique         |     |     |
| M          | 18 | Rodriguinho      |     | 45' |
| M          | 17 | Gustavo Scarpa   |     | 68' |
| M          | 21 | Camilo           |     | 78' |
| M          | 20 | Diego            |     | 45' |
| A          | 19 | Luan             |     | 63' |
| Treinador: |    |                  |     |     |
| Tite       |    |                  |     |     |

|                |    |                     |  |  |
|                |    |                     |  |  |
| G              | 1  | David González      |  |  |
| LD             | 4  | Bocanegra           |  |  |
| Z              | 2  | Felipe Aguilar      |  |  |
| Z              | 6  | Tesillo             |  |  |
| LE             | 19 | Farid Díaz 61'      |  |  |
| V              | 8  | Abel Aguilar 68'    |  |  |
| V              | 11 | Mateus Uribe        |  |  |
| M              | 20 | Macnelly Torres 45' |  |  |
| M              | 14 | Copete 61'          |  |  |
| A              | 9  | Borja 68'           |  |  |
| A              | 10 | Téo Gutiérrez 45'   |  |  |
| Substituições: |    |                     |  |  |
| LE             |    | Balanta 61'         |  |  |
| V              |    | Cuéllar 68'         |  |  |
| M              |    | Montoya 45'         |  |  |
| M              |    | Hernández 61'       |  |  |
| A              |    | Rangel 68'          |  |  |
| A              |    | Berrío 45'          |  |  |
| Treinador:     |    |                     |  |  |
| José Pekerman  |    |                     |  |  |